# 松下玲子
松下 玲子（まつした れいこ、1970年〈昭和45年〉9月26日 - ）は、日本の政治家。立憲民主党所属の衆議院議員（1期）。戸籍名は内田 玲子。
東京都武蔵野市長（第6代）、東京都議会議員（2期）を歴任した。

## 来歴
愛知県名古屋市生まれ。通信社に勤務していた父親の転勤により、幼稚園は新宿区で過ごす。横浜市立永野小学校、同上永谷中学校、苫小牧市立和光中学校、北海道苫小牧東高等学校、実践女子短期大学国文科卒業。1993年3月、実践女子大学文学部美学美術史学科卒業。同年4月、サッポロビールに一般職で就職。
金曜日の夜に三浦半島に入って合宿所に泊まり、土日は相模湾でヨットの練習というヨットレース三昧の生活を送るが、途中で考えを改め、社内の試験を受けて総合職に転換。総務部で人事を担当した。仕事をする中で社会保障制度の問題に関心が向き、慶應義塾大学の通信課程に入学した。
2001年、同社を退職。2004年、早稲田大学大学院経済学研究科修士課程（応用経済学専攻）を修了。同年、松下政経塾に入塾した。このときは経営コンサルタントになることを考えていた。

### 東京都議会議員
2005年、第17回東京都議会議員選挙に民主党公認で武蔵野市選挙区から出馬し、自民現職の小美濃安弘を破って初当選した。2009年、第18回東京都議会議員選挙で再選。

### 落選以後
2013年6月の第19回東京都議会議員選挙では、前年に下野した民主党への逆風を受け、武蔵野市を含む東京18区が地盤の菅直人元首相（2012年の第46回衆議院議員総選挙では比例東京ブロックで復活当選）の支援も受け出馬したが、自由民主党公認の新人島崎義司に敗れ落選した。
2017年6月の第20回東京都議会議員選挙には民進党公認で武蔵野市選挙区から出馬。東京・生活者ネットワークや自由党、緑の党グリーンズジャパンからも推薦や支持を受けたが、都民ファーストの会公認の新人鈴木邦和に約5千票差で惨敗した。

### 武蔵野市長
同年8月14日、武蔵野市長の邑上守正が同年の市長選に出馬せず、引退する意向を表明した。同月18日、武蔵野市長選挙に無所属で立候補する意向を表明。都議選に引き続き、民進党、日本共産党、自由党、社民党、東京・生活者ネットワークの野党陣営から幅広く支援を受け、「邑上市政の継承」を訴えて立候補。10月1日に行われた市長選挙で自民党の推薦を受けた元市議の高野恒一郎を破り、初当選した。
※当日有権者数：120,011人 最終投票率：44.26%（前回比：2.97pts）
| 候補者名   | 年齢 | 所属党派 | 新旧別 | 得票数   | 得票率 | 推薦・支持                                                           |
| ---------- | ---- | -------- | ------ | -------- | ------ | -------------------------------------------------------------------- |
| 松下玲子   | 47   | 無所属   | 新     | 34,166票 | 65.58% | （支持）民進党、日本共産党、自由党、社民党、東京・生活者ネットワーク |
| 高野恒一郎 | 45   | 無所属   | 新     | 17,933票 | 34.42% | （推薦）自由民主党                                                   |

2021年10月3日投開票の市長選挙では立憲民主党・日本共産党・社会民主党・れいわ新選組の支持を受けて自民党候補らを破り再選した。
※当日有権者数：122,417人 最終投票率：47.46%（前回比：3.2pts）
| 候補者名   | 年齢 | 所属党派 | 新旧別 | 得票数   | 得票率 | 推薦・支持                                               |
| ---------- | ---- | -------- | ------ | -------- | ------ | -------------------------------------------------------- |
| 松下玲子   | 51   | 無所属   | 現     | 34,096票 | 59.24% | （支持）立憲民主党・日本共産党・社会民主党・れいわ新選組 |
| 鹿野晃     | 48   | 無所属   | 新     | 16,430票 | 28.55% | （推薦）自由民主党・公明党 （支援）東京維新の会          |
| 深田貴美子 | 62   | 無所属   | 新     | 7,025票  | 12.21% |                                                          |

2021年に「市内に3ヶ月以上滞在している18歳以上の外国籍全員」、つまり、留学生など「短期滞在者にも外国人投票権」を認める住民投票条例案を提出したが、同年12月に否決された。2022年11月3日に開催された『自治基本条例シンポジウム』では、武蔵野市自治基本条例第19条によれば必要事項の制定は別に条例で定めるとしているので、今後市民や議会の意見を伺う旨を発言した。
2023年11月5日、次期衆議院議員総選挙に立候補しない意向を示した菅直人の後継指名を受け、東京18区から立憲民主党公認で立候補する意向を表明した。市長の辞職時期は「市政に影響が出ないよう調整中」としていたが、同月10日に市長の辞職届を提出すると述べた。辞職日は同月30日付となる。職務代理者は副市長の伊藤英穂が務めた。後継市長を選出する同年12月24日投開票の市長選挙では、前武蔵野市議会議員の笹岡裕子を後継候補として擁立したが、同じく前武蔵野市議会議員で自民党・公明党が推薦した小美濃安弘に敗れ、2005年に土屋正忠が退いて以来の保守市政に転換となった。

### 衆議院議員
2024年10月27日の第50回衆議院総選挙の新東京18区（武蔵野市・小金井市・西東京市）には、松下、自由民主党の福田かおる、参政党の徳永由紀子、日本共産党の樋口亮の4人が立候補した。福田は約2200票差で松下を破り、初当選した。立憲民主党は比例東京ブロックで5議席を獲得。2番目の惜敗率（97.796％）だった松下は比例復活で初当選した。

## 政策・主張

### 憲法9条関連
2019年11月17日、憲法9条の改正に反対する首長や首長経験者による「全国首長九条の会」の結成総会が、明治大学のリバティタワーで開かれた。同日時点の呼び掛け人・賛同者は131人で、うち現職は13人。松下は8人の共同代表のひとりに選ばれた。

### 性的少数者関連
2019年10月9日、性的指向や性自認に関する相談を受ける「むさしのにじいろ電話相談」を開設。10月29日には性の多様性への理解と尊重をうたう「レインボームサシノシ宣言」を行った。2020年度から「同性パートナーシップ制度」導入の検討に入ると発表した。
2021年9月、LGBTなど性的少数者のカップルが婚姻に相当する関係にあると認める「パートナーシップ宣誓制度」を条文に盛り込む「武蔵野市男女平等の推進に関する条例」改正案を市議会に提出。同月22日、改正案は可決。2022年4月1日に制度の運用が開始された。

### 表現の自由関連
エンターテイメント表現の自由の会が2024年10月に行ったアンケートによると、性的な表現を含むマンガ・アニメ・ゲーム等について法令で規制するべきではないと回答した。また、「AV新法による規制」は表現の自由の観点から問題があるとの見解を示した。

### 東京オリンピック・パラリンピック関連
2021年6月4日、東京オリンピック・パラリンピックでパブリックビューイングの会場になる予定の井の頭公園について、松下は「ライブサイト」を中止するよう求める要望書を東京都に提出した。
2021年6月25日、武蔵野市教育委員会は、東京オリンピック・パラリンピックについて新型コロナウイルス感染のリスクに鑑み、市立小中学校連携観戦の中止を決定した。

### 外国人政策・定住外国人を含む住民投票条例制定推進
2021年11月12日、要件を設けずに定住外国人の投票を可能とする住民投票条例の制定を目指すと発表した。19日開会の市議会定例会に条例案を提出。常設型の住民投票条例がある全国の自治体のうち、43の自治体が外国人の投票権を認めているが、在留期間の要件を付けない条例は神奈川県逗子市、大阪府豊中市しかない。松下は定例記者会見で「市民参加を進める手段の一つに住民投票制度を加えるのが目的で、外国籍の人を排除する合理的理由は見いだせない」と説明した。反対、賛成両派が市内で街宣活動を行い、日に日に巷での話題が大きくなる中、同年12月21日の市議会本会議にて採決が行われ、賛成：11、反対：14で否決された。松下は記者団に対し、市民の声をさらに聞き改めて条例案を検討する意向を示し、2022年11月3日に開催された『自治基本条例シンポジウム』では、武蔵野市自治基本条例第19条によれば必要事項の制定は別に条例で定めるとしているので、今後市民や議会の意見を伺う旨を発言した。これを一部新聞から「再提出の意向」と報道されたため、ミュージシャンの世良公則が「否決されたものを執拗に通そうとする理由は何だ」と批判するに至っている。

### その他
- 2020年11月25日、子供の医療費助成の対象年齢上限を15歳から18歳に引き上げる方針を固め、関連条例改正案を12月市議会に提案すると発表した[34]。

## 人物
- 立憲民主党の菅直人元首相のお膝元当選出身の政治家であり、民主党における東京都議会議員時代から何度も選挙支援や応援演説を受けるなど密接な関係にある[35][36]。
- 武蔵野市長選挙では立憲民主党や日本共産党、れいわ新選組、社民党の支援を受けていた[36][37]。
- 2023年11月、松下は菅直人から後継指名を受けたとして次期衆院選に立候補する意向を示し、武蔵野市長を辞職。自身の辞職に伴う市長選挙と同日投開票の武蔵野市議会議員補欠選挙では、菅の長男である菅源太郎の選対幹部を務めた。松下は選挙期間中、「菅直人衆院議員の後継者は私なので、武蔵野市議補選に立候補している菅源太郎候補は、世襲っぽいけど、世襲じゃないです」と投稿し、世襲批判の払拭に務めた[38]。
- 趣味は料理、落語、演劇、映画、美術鑑賞である[3]。座右の銘は、「人事を尽くして天命を待つ」[3]。家族は夫（新潟県出身）、息子がいる[3]。

## 訴訟
2022年8月25日、武蔵野市が2021年に千代田区の不動産開発業者と行った2件の土地取引で不当に安価な土地で売却、その業者から「代替地」を高く購入することで市に損害を与えたとして、元武蔵野市長の土屋正忠が、「市有地を実勢価格より安く売り、代替用地は高く購入して計9億9870万円の損害を与えた」として損害賠償を求める住民訴訟を東京地裁に起こした。その不動産業者は香港ファンドによるTOB（株式公開買い付け）に応じたため、松下が売却したJR吉祥寺駅徒歩約1分にある「吉祥寺大通り東自転車駐輪場」跡地は香港ファンドへ経営権が売却されると報告されている。
2024年10月10日、東京地裁は土屋らの訟えを棄却した。土屋は判決を不服とし東京高裁に控訴した。2025年6月12日、東京高裁は一審判決を支持し、土屋の控訴を棄却した。

## 選挙歴
| 当落 | 選挙                     | 執行日         | 年齢 | 選挙区         | 政党       | 得票数    | 得票率 | 定数 | 得票順位 /候補者数 | 政党内比例順位 /政党当選者数 |
| ---- | ------------------------ | -------------- | ---- | -------------- | ---------- | --------- | ------ | ---- | ------------------ | ---------------------------- |
| 当   | 2005年東京都議会議員選挙 | 2005年7月3日   | 34   | 武蔵野市選挙区 | 民主党     | 2万1456票 | ーー   | 1    | 1/3                | /                            |
| 当   | 2009年東京都議会議員選挙 | 2009年7月12日  | 38   | 武蔵野市選挙区 | 民主党     | 3万5581票 | ーー   | 1    | 1/4                | /                            |
| 落   | 2013年東京都議会議員選挙 | 2013年6月23日  | 42   | 武蔵野市選挙区 | 民主党     | 2万1487票 |        | 1    | 2/3                | /                            |
| 落   | 2017年東京都議会議員選挙 | 2017年7月2日   | 46   | 武蔵野市選挙区 | 民進党     | 2万2493票 | ーー   | 1    | 2/3                | /                            |
| 当   | 2017年武蔵野市長選挙     | 2017年10月1日  | 47   | ーー           | 無所属     | 3万4166票 | 65.58% | 1    | 1/5                | /                            |
| 当   | 2021年武蔵野市長選挙     | 2021年10月3日  | 51   | ーー           | 無所属     | 3万4096票 | 59.24% | 1    | 1/3                | /                            |
| 比当 | 第50回衆議院議員総選挙   | 2024年10月27日 | 54   | 東京都第18区   | 立憲民主党 | 9万6820票 | 41.41% | 1    | 2/4                | 2/5                          |